# Witteberg
Witteberg (també Witteberge o Witberge) és una serralada de la província sud-africana del Cap Oriental. S'eleva fins a 2771 metres sobre el nivell del mar i és una branca sud-oest del Drakensberg.

## Geografia
Witteberg està situat prop de la frontera sud-oest de Lesotho. S'estén des de Lady Gray a l'oest fins al pas de Lundean's Nek (Sesotho: Nko ea khomo) a l'est al llarg d'uns 60 quilòmetres i en direcció nord-sud més de 20 quilòmetres. El punt més alt és l'Avoca Peak amb 2771 metres. A l'est del coll, la serralada s'eleva fins als 3001 metres d'altura Ben MacDhui, que forma part del Drakensberg. El nom (afrikaans per "muntanyes blanques") es basa en les nevades ocasionals a la serralada.
La sèrie Witteberg consisteix principalment de limolita i gres que retrocedeix darrere d'ella. És una secció que té un munt de fòssils i la secció més jove del Supergrup del Cap en la transició del Devonià al Carbonífer. En conseqüència, se classifica estratigràficament directament sota la sèrie del sistema glacial del Karoo inferior (Grup Dwyka). Conté, entre altres coses, plantes fossilitzades semblants a lepidodendres, així com plantes dels gèneres Sigillaria, Cyclostigma, Dutoitia (abans comptava entre les falgueres antigues) i Zoophycos. Així mateix, les traces de fauna paleontológica són nombroses. Entre altres coses, aquí es van descobrir i descriure dues famílies.

## Miscel·lània

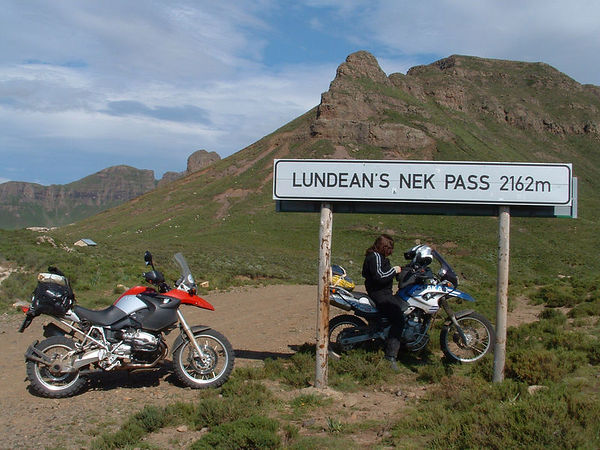
Lundean's Nek

Witteberg va formar la frontera sud d'un exclavament al voltant de Sterkspruit del Bantustan de Transkei, que va existir fins al 1994.
L'escriptora Olive Schreiner (1855-1920) va créixer a la metodista Wesleyan Wittebergen Mission Station prop de Witteberg.
Witteberg també és el nom d'una altra serralada sud-africana a l'Estat Lliure a la frontera nord-oest de Lesotho. També hi ha una serralada del mateix nom prop de Laingsburg a la província del Cap Occidental.